# Music for Nations
Music for Nations is een Brits platenlabel dat in 1983 werd opgericht door Martin Hooker. Het muzieklabel richt zich op rock- en metalmuziek. Het was een dochtermaatschappij van Zomba Records, die later werd overgenomen door Sony Music.

## Geschiedenis
Het bedrijf startte in 1983 en werd een van de belangrijkste platenlabels in het rock- en metalgenre. In de begindagen tekenden artiesten als Tank, Exciter, Metallica, Slayer, en Megadeth. Toen Music for Nations groeide wilde het bedrijf ook eigen artiesten op het label hebben. Hierdoor bracht het albums uit van metalbands zoals Paradise Lost, Opeth, Anathema, Cradle of Filth, Testament, en vele andere bands.
In 2004 werd Music for Nations opgeheven. De catalogus werd overgedragen aan moederbedrijf Zomba Records Group.
Music for Nations werd opnieuw gelanceerd door Sony Music in februari 2015 om heruitgaven uit te brengen van albums uit hun catalogus.

## Artiesten
Vele artiesten hebben muziek uitgebracht op Music for Nations. De belangrijkste hieronder zijn Agent Steel, Cradle of Filth, The Exploited, Manowar, Megadeth, Mind Funk, Nuclear Assault, Opeth, Paradise Lost, Ratt, Savatage, Spiritual Beggars, Venom, en Virgin Steele.